# Зґлениці-Дужі
Зґлениці-Дужі (пол. Zglenice Duże) — село в Польщі, у гміні Мохово Серпецького повіту Мазовецького воєводства.
Населення — 199 осіб (2011).
У 1975-1998 роках село належало до Плоцького воєводства.

## Демографія
Демографічна структура станом на 31 березня 2011 року:
|          | Загалом | Допрацездатний вік | Працездатний вік | Постпрацездатний вік |
| -------- | ------- | ------------------ | ---------------- | -------------------- |
| Чоловіки | 99      | 28                 | 61               | 10                   |
| Жінки    | 100     | 26                 | 47               | 27                   |
| Разом    | 199     | 54                 | 108              | 37                   |